# Adamstown
Adamstown este cea mai mică capitală din lume, fiind de fapt și singura așezare de pe insula Pitcairn care aparține de Teritoriile britanice de peste mări. Localitatea are un număr de locuitori care variază între 40 și 48 de persoane (în 2007). Numele este dat după matrozul englez John Adams care a luat parte la revolta din anul 1790 de pe nava Bounty, fiind debarcat pe insula Pitcairn el va întemeia localitatea Adamstown. Ulterior numărul locuitorilor va crește, casele sunt construite din lemn cu un singur nivel. In localitate există numai cărări sau drumuri nepavate.
Construcții din Adamstown:
- o școală cu un muzeu mic
- un stație de spital cu o soră medicală fără medic
- o casă comunală
- o sală de festivități
- o Biserica Adventistă de Ziua a Șaptea
- o poștă
- un post de poliție
- o prăvălie cu strictul necesar, deschis după cerințe